# Salamandra infraimmaculata
Salamandra infraimmaculata är ett groddjur i familjen salamandrar som finns i delar av Mellanöstern. Den är nära släkt med den vanliga eldsalamandern och har tidigare betraktats som en underart av denna.

## Taxonomi
Tre underarter är kända: S. i. infraimmaculata, S. i. semenovi och S. i. orientalis. Den sista underarten har dock ifrågasatts.

## Utseende[2]
Salamandern är stor, med ljusa fläckar på svart botten. Buken är alltid helt svart. Det exakta utseendet varierar mellan underarterna:
- S. i. infraimmaculata - Fläckarna är stora och gula. Den största underarten, kan bli upp till 32 cm lång.
- S. i. semenovi - Runt huvud. Runda, rosenliknande fläckar.
- S. i. orientalis - Små, gula fläckar.

## Utbredning
Salamandern finns i sydöstra och östra Anatolien i Turkiet, nordvästra Iran, norra Irak, längs syriska kusten, Libanon och nordligaste delen av Israel. Uppgifterna om Syrien och Irak är osäkra.

## Beteende
Arten lever i skogbevuxna områden, från fuktiga bergsskogar och -dungar i Turkiet och Libanon till torra korkeksskogar i Iran. Den gömmer sig ofta under löv, stenar och rötter, och håller sig gärna nära vattendrag. Vissa populationer förekommer också nära dammar och långsamma vattendrag. Arten är främst nattaktiv, men kan också iakttas under dagen i samband med regnväder. Honan föder levande larver, som föds oförvandlade och vistas i vatten tills förvandlingen.

## Status
Salamandra infraimmaculata är klassificerad som missgynnad ("NT"), framför allt på grund av habitatförlust genom byggnadsverksamhet och vattenföroreningar med bekämpningsmedel. Trafik och fiskodling kan också innebära hot.